# Estación de Rüti (Glaris)
La estación de Rüti (en alemán: Rüti GL Bahnhof) es un apeadero de la localidad de Rüti, perteneciente a la comuna suiza de Glaris Sur, en el Cantón de Glaris.

## Situación
El apeadero se encuentra ubicado a las afueras del sur del núcleo urbano de Rüti. Cuenta con un único andén por el que pasa una sola vía. Las dependencias colaterales del apeadero son el apeadero de Linthal-Braunwaldbahn en dirección Linthal y el apeadero de Diesbach-Betschwanden, en dirección Ziegelbrücke.

## Servicios ferroviarios
Los servicios son operados por SBB-CFF-FFS:
- R Rapperswil - Ziegelbrücke – Glaris – Schwanden – Linthal. Servicios cada hora.

- Datos: Q5847086
- Multimedia: Rüti GL railway station / Q5847086